# 多耙鮻
多耙鮻為輻鰭魚綱鯔形目鯔科的其中一種，分布於西印度洋區的波斯灣至印度海域，體長可達20公分，棲息在沿岸海域，可做為食用魚。

## 擴展閱讀
維基物種上的相關：多耙鮻